# III. Szilveszter pápa
III. Szilveszter  (Róma, 1000 körül – Sabina, 1063 októbere) 1045. január 20-án lépett a pápai trónra a történelem folyamán a 148.-ként. Hivatalát a majd' fél évszázada elnyomott Crescenti családnak köszönhette. Ugyan a hivatalos vatikáni listák Szilvesztert jegyzik a pápák listáján, mégis több gond is akadhat legitimitásával, hiszen egy hosszú és kegyetlen lázadás juttatta őt a trónra.

## Élete
Az évezredforduló tájékán született, eredetileg Giovanni di Sabina néven. Az egyházi pályát választva Sabina püspökévé szentelték fel. Amikor IX. Benedek pápa foglalta el a szent hivatalt Rómában, a hatalmon lévő tusculumi hercegi család esküdt ellensége, a korábban uralkodó Crescentiek lázadást robbantottak ki az egyházfő ellen, mert az alig 20 éves Benedek szégyent hozott a pápai méltóságra, és mellesleg szövetséget kötött a városi nemesek jogait tipró II. Konrád, német-római császárral. 1044 szeptemberében a harcok során Benedeket elűzték trónjáról, és helyére sok harc során végül 1045 januárjában János, Sabina püspöke léphetett.

Mivel a hivatalosan felszentelt IX. Benedek még élt, és nem mondott le trónjáról, sokan ellenpápaként tartják számon a Szilveszter nevet felvevő pápát. A pápaválasztó zsinat ugyan az egyházi törvények szerint megválasztotta, és fel is szentelte, Szilveszter hatalma mégsem lehetett tartós. Benedek Németországba sietett, III. Henrik, az új uralkodó udvarába, hogy tőle segítséget kérjen. Itt egy zsinaton Benedek kiközösítette az egyházból Szilvesztert, majd erős sereg élén hamarosan Rómába ért. 1045 áprilisában elfoglalta a várost, és elűzte a trónról Szilvesztert.

A bukott egyházfő ugyan nem fogadta el pápának Benedeket, de támogatók híján visszavonult Sabinába, ahol ismét elfoglalta helyét a püspöki székben. Véglegesen 1046-ban a Sutriban tartott birodalmi gyűlésen fosztották meg hivatalától, és ugyanekkor egy kolostor falai közé utasították Szilvesztert. De ez a császári döntés később érvényét vesztette, és Szilveszter egészen haláláig, 1063-ig a sabinai egyházmegye élén maradhatott.

## Művei
- nincs Documenta Catholica Omnia (latin nyelven). (Hozzáférés: 2011. december 6.)

| Előző pápa: IX. Benedek | Római pápa 1045 | Következő pápa: IX. Benedek |